# Galatasaray Spor Kulübü
 (août 2013).
Si vous disposez d'ouvrages ou d'articles de référence ou si vous connaissez des sites web de qualité traitant du thème abordé ici, merci de compléter l'article en donnant les références utiles à sa vérifiabilité et en les liant à la section « Notes et références ».
Le Galatasaray Spor Kulübü (couramment abrégé Galatasaray) est un club turc fondé le 1er octobre 1905 à Istanbul en Turquie. Le Galatasaray est devenu par la suite un club omnisports.

## Sections

### Volley-ball
Fondé en 1922, les sections féminines et masculines évoluent au premier niveau national.

## Les autres sections
Les autres sections sont l'athlétisme, la natation, la voile, le water-polo, l'aviron, le bridge, le judo, l'équitation et dernièrement Galatasaray SK fait partie de la Superleague Formula, équivalent de la Formule 1.

## Historique

### Création
Le 1er octobre 1905, les élèves d'une classe de 5e du lycée de Galatasaray, qui porte alors le nom de "Galata Sarayı Sultanısı", décident de créer un club sportif.
La proposition émane de Ali Sami Yen. Ses plus proches camarades, Asım Sonumut, Emin Bülend Serdaroğlu, Bekir Sıtkı Bircan, Reşat Şirvanizade, Celal Ibrahim, Abidin Daver et Refik Cevdet Kalpakçıoğlu s’y associent. Plusieurs noms sont proposés  : « Gloria », « Audace » mais c'est finalement Galatasaray Terbiye-i Bedeniye qui est retenu.
Cem Atabeyoğlu, qui a effectué des recherches approfondies sur le sujet, soutient que le nom du club provient tout simplement du premier match joué, et gagné par 2 à 0, par Ali Sami Yen et ses camarades contre une équipe roumaine. Après cette victoire, les spectateurs demandent qui sont ces joueurs, On leur répond: « Ce sont des messieurs de Galatasaray ». Ali Sami Yen et ses camarades apprécient beaucoup ce qualificatif et l’adoptent pour désigner leur club.
Le lycée de Galatasaray, d'où les fondateurs sont issus, joue toujours un rôle important dans le système éducatif en Turquie. Il constitue aujourd’hui un établissement d’enseignement intégré, de l’école primaire à l’université. Son nom est associé à l’excellence. Des personnalités de grande envergure sont sorties et continuent de sortir de ses rangs.
À l'occasion du cinquantième anniversaire de la création du club, Ali Sami Yen a écrit ces lignes sur le livre d’or : 
« 
C'était le 1er novembre 1905. J'étais en cinquième littérature. Notre professeur principal était Mehmet Atabey. Avec les camarades de classe, nous avons décidé de créer une équipe de football dans l’école. Un petit nombre d’initiés s'est joint à nous. Nous avons tous découvert combien ce sport était passionnant. Très vite Tevfik Sonumut, Reşat Şirvanizade, Cevdet Kalpakçıoğlu et Abidin Daver se sont imposés comme des concurrents féroces. Par la suite, beaucoup d’élèves bulgares et serbes, habiles et physiquement forts, se sont progressivement intégrés dans le groupe. En tant que président du club j’ai nommé Asım Sonumut comme trésorier et Refik Cevdet Kalpakçıoğlu comme vice-président. La raison pour laquelle j’ai désigné Asım Sonumut comme trésorier était limpide : il avait l’habitude de demander un "kuruş" (centième de la livre turque) à chaque joueur pour chaque match. Il m’a semblé raisonnable de lui demander de s’occuper des fonds du club. Pourquoi j’étais devenu président ? Tout simplement parce que c’est moi qui gardait le ballon de l’équipe. Sur le chemin de l’école, je passais devant un magasin qui vendait des produits porcins et j’avais l’habitude d’acheter du saindoux pour nettoyer et lubrifier le ballon. Je devais aussi réparer le ballon. Il m’est même arrivé un jour de découper un morceau de cuir sur l’une de mes chaussures pour le raccommoder. Mes amis se sont ainsi rendu compte combien j’étais dévoué. Nous avons pensé à Refik Cevdet Kalpakçıoğlu pour le poste de la vice-présidence car c’est lui qui lavait les maillots. Dès le départ, nous nous sommes fixés l’objectif d'avoir un jeu collectif comme les Anglais, de posséder des couleurs et une renommée, de vaincre les équipes qui ne sont pas turques. »

### Liste officielle des fondateurs
- Numéro 1 : Ali Sami Yen

- Numéro 2 : Asım Sonumut
- Numéro 3 : Emin Bülend Serdaroğlu
- Numéro 4 : Celal Ibrahim
- Numéro 5 : B. Nikolof
- Numéro 6 : Milo Bakiş
- Numéro 7 : Pol Bakiş
- Numéro 8 : Bekir Sıtkı Bircan
- Numéro 9 : Tahsin Nahit
- Numéro 10 : Reşat Şirvanizade
- Numéro 11 : Hüseyin Hüsnü
- Numéro 12 : Refik Cevdet Kalpakçıoğlu
- Numéro 13 : Abidin Daver

### L'emblème
Le premier emblème de Galatasaray a été dessiné par l'élève Şevki Ege. L'emblème représentait un aigle déployant ses ailes avec un ballon de football dans le bec. Au début, l'exemple de l'aigle avait été beaucoup apprécié par les élèves de Galatasaray, mais ils n'affectionnaient pas le nom de « l'aigle » et décidèrent de mettre de côté la composition de Şevki Ege.
Suat Başar raconte la création de l'emblème :
« 
C'était en 1923, cette année-là nous étions en cinquième, c'est-à-dire en première année de lycée. L'un de nos camarade qui se prénommait Ayetullah Emin avec son voisin de table Şinasi Reşit avaient pour habitude de réaliser des calligraphies en lettres arabes. Un jour Ayetullah Emin dessinait les lettres Gayn et Sīn entrelacées. La lettre Gayn était de couleur rouge, et la lettre Sīn de couleur jaune. C'était une calligraphie qui était très difficile à réaliser car elle impliquait des calculs pour sa réalisation.
Mais pour que ce logo soit adopté il fallait le soumettre à l'assemblée générale du club de Galatasaray. Mais notre camarade Ayetullah Emin était un élève très réservé et timide, et le jour de l'assemblée générale s'approchait de plus en plus, donc il fallait à tout prix trouver une personne qui présente ce nouveau logo à la place d'Ayetullah Emin. Et une fois le jour arrivé, tous les adhérents se réunirent dans une salle de classe. C'était une réunion qui était conviviale et excitante. On sentait par l'ambiance que cette réunion allait être historique et qu'il se préparait des nouveautés pour le club de Galatasaray et pour le sport en Turquie. Beaucoup de projets et de décisions étaient en discussion ; le voisin de table de Ayetullah Emin, qui se prénommait Şinasi Reşit avait été choisi pour présenter le nouveau logo, mais lui aussi était très réservé et timide, il était assis au fond de la classe et attendait. Aux côtés de Şinasi Reşit était installé le Dr Namık qui se leva et demanda la parole : "Mes camarades ! Notre ami Şinasi Reşit nous a ramené une calligraphie qui représentera le logo de notre club, et je souhaite que l'on aborde sérieusement ce sujet !" Le Dr Namık brandissait la calligraphie qui était dessinée sur une grande feuille, tous les adhérents du club applaudirent la réalisation et l'adoptèrent à l'unanimité. L'emblème du club a été utilisé pour la première fois en 1952, en en-tête d'une enveloppe. La même année l'emblème a été brodé sur les casquettes et les vestes des élèves du lycée de Galatasaray. Le créateur de notre emblème, notre ami Ayetullah Emin décéda le 29 septembre 1931. »

Évolution du logo
Logo
Logo
Logo
Logo 100 ans
Logo actuel

### Les couleurs
Les premières couleurs du club ont été le rouge et le la France , ensuite noir et jaune et aujourd’hui rouge et jaune, celles du lycée de Galatasaray. Selon la légende, le Sultan Bajazet II (1447-1512), lors d'une promenade sur des monts surplombant le Bosphore, rencontre une petite cabane entourée d'un jardin fleuri de magnifiques roses. Le propriétaire des lieux, un vieux sage dénommé Gül Baba (père rose), offre deux roses au sultan, une rouge comme le sang et une jaune comme l'or. Le sultan, très ému, décide de faire construire à cet emplacement une école pour former les cadres du Palais. C'est chose faite en 1481. Cette école est complètement refondée, en 1868, avec la collaboration du ministre de l'Instruction publique de Napoléon III, Victor Duruy et devient un lycée bilingue franco-turc modelé sur l'exemple des grands lycées parisiens. En 1992, un autre établissement scolaire francophone voit le jour dans le même cadre, l'université Galatasaray.

## Les installations
Le club sportif omnisports de Galatasaray SK possède un patrimoine immobilier très important accumulé au fil du temps qui fait de Galatasaray aujourd’hui l'un des clubs les plus riches au monde au niveau du patrimoine, car les patrimoines immobiliers qui sont ci-dessous et qui appartiennent tous au club de Galatasaray SK sont estimés en 2010 à une valeur de plus de 800 millions d'euros. Il faut aussi rappeler que Galatasaray SK contribue à l'enseignement scolaire, en effet Galatasaray SK  est propriétaire de plusieurs établissements scolaires, qui sont des lycées et universités.

### Le stade Ali Sami Yen
Il se situe au cœur d'Istanbul à Mecidiyeköy. Construit en 1964, il a été inauguré le 20 décembre 1964 lors du match qui opposa la Turquie à la Bulgarie. Le stade, qui porte le nom du principal fondateur du club, possède une capacité maximale de 26 000 personnes (le record de spectateurs ayant été atteint lors du match qui opposa Galatasaray à Eskişehirspor en 1987, du temps où il n'existait pas encore de places assises). Long de 105 mètres et large de 65 mètres, le stade Ali Sami Yen a connu de nombreuses rénovations afin de satisfaire les normes fixées par l'UEFA, la plus importante étant la reconstruction de toute une aile lors de la saison 2004-2005 durant laquelle le club fêta ses 100 ans. Le club a entrepris en décembre 2007 la construction à Aslantepe d'un nouveau stade: le Türk Telekom Arena qui fera partie du complexe sportif Ali Sami Yen. Attendu pour la saison 2010-2011, ce nouveau stade sera restitué par l'État au club en échange du terrain sur lequel se situe actuellement le stade Ali Sami Yen. Ce dernier sera alors détruit et remplacé par un parc. Le terrain a été vendu en 2009 à l'État pour 250 millions d'euros ce qui a permis à Galatasaray SK de faire un bénéfice de 90 millions d'euros après avoir financé 160 millions d'euros son nouveau stade actuel.

### Le Türk Telekom Arena
Le Türk Telekom Arena est le nom donné au nouveau stade du club Galatasaray SK. Initialement appelé "Aslantepe Arena", en référence à la colline sur laquelle se déroulent actuellement les constructions ("Aslan" voulant dire en turc "Lion", et "Tepe", "Colline"), son nom a été changé en "Türk Telekom Arena" pour une durée de 10 ans en échange de 65 millions d'euros, dans le cadre d'un accord passé avec le géant turc des télécommunications qui est, à compter de la saison 2009-2010, le principal sponsor du club. Le Türk Telekom Arena est parmi les cinq stades les plus modernes d'Europe. D'une capacité maximale de 53650 spectateurs, il ressemble fortement à l'Amsterdam ArenA. Sa construction a coûté au total 105 millions d'euros . Il a été inauguré le 15 janvier 2011 par le match Galatasaray-Ajax Amsterdam. le propriétaire unique du stade est le club de Galatasaray SK en échange de ce nouveau stade le club de Galatasaray SK a restitué le terrain de  son ancien stade d'Ali Sami Yen qui a été détruit définitivement le 15 mars 2011.

### L'immeuble Hasnun Galip
Aujourd'hui, alors que les camps d'entraînement et les centres de formation constituent un véritable casse-tête, Galatasaray a résolu cette question et peut même être considéré comme l'un des clubs les plus riches dans le monde du football au niveau foncier. Pourtant, au début, l'équipe sang et or ne trouvait même pas de terrain d’entraînement. C’est ainsi qu’en 1925, les dirigeants de l’époque ont loué un immeuble à Beyoğlu, dans la rue Hasnun Galip, pour y installer le siège du club. Quelques années plus tard, en 1938, cet immeuble a été acheté. Un incendie malheureux allait partiellement endommager le siège de Galatasaray. Celui-ci a été rénové et agrandi sous la présidence de Selahattin Beyazıt.

### Le complexe Metin Oktay de Florya
Situé sur un terrain de 80 hectares dans le quartier de Florya, le complexe Metin Oktay porte le nom du footballeur emblématique Metin Oktay. Il comporte l'immeuble administratif du club, un camp d'entraînement, quatre terrains de football, une salle de sport, plusieurs terrains pour les jeunes du centre de formation, l'école de football de Galatasaray SK, un hôpital, des restaurants et un gymnase pour les équipes de basket-ball et de volley-ball.
Le terrain été acheté sous la présidence de . Les installations ont été construites et inaugurées sous la présidence du Professeur Ali Uras. Elles ont été améliorées et agrandies sous les présidences d’Ali Tanrıyar et d’Alp Yalman.

### Le complexe de Kalamış
C'est un centre d'entraînement de voile. Rénové en 2007, il se situe sur l'une des plus belles rives d'Istanbul, sur la rive asiatique. Il comprend, entre autres, un restaurant luxueux.

### L'île de Galatasaray
C'est un îlot situé sur le Bosphore à Kuruçesme, il a été complètement rénové en juillet 2007. Des activités sociales et des stages de natation en été y sont organisés. D'une valeur inestimable, compte tenu de sa situation géographique, cet îlot est de loin la propriété la plus prestigieuse du Galatasaray SK. Notons par ailleurs que le club stambouliote est le seul au monde à posséder un îlot. Elle est louée par le club de Galatasaray SK pour les mariages et soirées, le prix de la location pour une soirée était de 150 000 dollars en 2009.

### Centre d'aviron de Küçükçekmece
C'est un centre pour pratiquer l'aviron, c'est l'un des plus grands d’Europe aux abords du lac de Küçükçekmece. Il a été inauguré au mois de mai 1999, il comporte les dernières technologies modernes pour la pratique de l'aviron. Aujourd'hui, 200 sportifs pratiquent l'aviron sur l'étang de Küçükçekmece d'une superficie de 41 000 m2.

### Terrain de Riva
À Riva, le club sportif de Galatasaray possède un vaste terrain nu d'une superficie de 1 175 000 m2 acheté sous la présidence de Selahattin Beyazıt. 
Ce terrain constructible est situé sur la partie asiatique du Bosphore, il est très sollicité par le secteur de l'immobilier car sa valeur ne cesse d'évoluer au fil du temps. On parle aujourd’hui d'une valeur qui avoisine les 400 millions d'euros. Le club souhaite tirer un très grand profit de sa vente. Le terrain a pris beaucoup de valeur car la construction d'un troisième pont bascule sur le Bosphore est en projet.

## Sponsors
- Nef Stade
- Getir
- Turkish Airlines
- Turk Telekom
- Avea
- Ülker
- Nike (équipementier)
- Cola Turka
- Doğuş Otomotiv
- Ankara Sigorta
- Efes Pilsen
- Samsung
- Medical Park
- Acıbadem
- Alpet
- Yurt Içi Kargo
- e-kolay.net
- Sarar
- Galatasaray TV
- dumankaya